# 6335 Nicolerappaport
6335 Nicolerappaport è un asteroide della fascia principale. Scoperto nel 1992, presenta un'orbita caratterizzata da un semiasse maggiore pari a 2,6389221 UA e da un'eccentricità di 0,1480450, inclinata di 13,92582° rispetto all'eclittica.
L'asteroide è dedicato alla statunitense Nicole Rappaport, ricercatrice al JPL specializzata nella valutazione delle stime di massa dei satelliti naturali e autrice di uno studio sulla dinamica degli anelli di Saturno.